# Rafael Bachiller
 (mai 2024).
Pour les articles homonymes, voir Bachiller.
Rafael Bachiller García, né en 1957 à Madrid, est un astronome et vulgarisateur espagnol, académique de l'Académie Royale de Docteurs de l'Espagne et directeur de l'Observatoire Astronomique National et de l'Observatoire Royal de Madrid (Institut géographique national, Ministère de Transports et Mobilité Durable). Il est secrétaire de la Commission Nationale d'Astronomie et délégué espagnol dans les conseils de direction d'institutions internationales comme l'Observatoire européen austral (ESO), l'Institut de radioastronomie millimétrique (IRAM) et l'Atacama Large Millimeter Array (ALMA),.

## Carrière
Rafael Bachiller est docteur en Physique par l'Université Joseph Fourier de Grenoble (France) et par l'Université Complutense de Madrid (UCM). Il est spécialiste dans l'étude de la formation stellaire et en nébuleuses planétaires, sur lesquelles il a publié des nombreux articles académiques et de vulgarisation. Il a découvert protoétoiles solaires jeunes et l'emplacement et caractérisation du gaz moléculaire en nébuleuses planétaires. Bachiller a aussi participé dans quelques projets de développement de grandes installations astronomiques, comme l'Observatoire de Yebes, les observatoires de l'IRAM, le télescope spatial Herschel, l'ALMA ou le radiotélescope géant SKA.
Bachiller est aussi reconnu comme vulgarisateur scientifique. Il a collaboré dans divers médias et il est membre du conseil éditorial du journal El Mundo, ou il est aussi l'auteur de la section d'astronomie dans l'édition digitale,. Dans cette ligne, il a publié divers livres, comme El universo improbable (2019), avec prologue du paléontologue Juan Luis Arsuaga.
Rafael Bachiller a reçu plusieurs prix pour son travail de vulgarisation,. En 2020, il a reçu le prix Prismas 2019 pour la diffusion de la science. Aussi en 2020, il a reçu le prix de la Fondation Siglo Futuro. En 2023, le Conseil Supérieur de Recherches Scientifiques (CSIC) et la Fondation BBVA ont distingué à Rafael Bachiller avec le Prix de Communication Scientifique dans la catégorie de chercheurs. Le jury a estimé en Bachiller une "longue trajectoire de dévouement soutenu à la diffusion de la connaissance", en reconnaissant son travail de vulgarisation scientifique,.

## Œuvres
- 2009 – Astronomía. De Galileo a la exploración espacial. Lunwerg Éditeurs.  (ISBN 978-8497856515).
- 2009 – Astronomía: De Galileo a los telescopios espaciales. Conseil Supérieur de Recherches Scientifiques.  (ISBN 978-8400089160).
- 2019 – El universo improbable: Estrellas fugitivas, partículas, vacío, infinito, portentosos agujeros negros y muchas otras cuestiones científicas sobre la vida y el cosmos. La Esfera de los Libros.  (ISBN 978-8491646785).